# 12-й егерский полк
12-й егерский полк

## Формирование полка
Сформирован 17 мая 1797 г. как 13-й егерский полк, с 1798 по 1801 г. именовался по шефам, 22 марта 1801 г. назван 12-м егерским. 29 августа 1805 г. 12-й егерский полк выделил несколько рот на формирование 22-го егерского полка. По упразднении егерских полков 28 января 1833 г. все три батальона были присоединены к Симбирскому пехотному полку. В 1863 г. вторая половина Симбирского полка пошла на формирование Саратовского пехотного полка, в котором были сохранены старшинство и знаки отличия 12-го егерского полка.

## Кампании полка
В 1812 г. полк состоял в 13-й пехотной дивизии и квартировал в Крыму, откуда был двинут на соединение с Дунайской армией, где поступил в армейский резерв и участвовал в последних делах при изгнании Наполеона из России. В 1828—1829 гг. полк с отличием участвовал в Турецкой кампании.

## Знаки отличия полка
12-й егерский полк из знаков отличия имел полковое Георгиевское знамя с надписью «За отличие при Кулевче 30 мая 1829 г.», пожалованное в 1830 г. за Турецкую кампанию 1828—1829 гг.

## Места дислокации
1820 — Углич. Второй батальон на поселении в Новгородской губернии.

## Шефы полка
- 17.01.1799 — 27.09.1799 — генерал-майор Кашкин, Дмитрий Евгеньевич
- 27.09.1799 — 26.11.1810 — генерал-майор Гангеблов, Семён Георгиевич
- 27.02.1811 — 20.05.1811 — полковник Тихановский, Афанасий Леонтьевич 1-й
- 20.05.1811 — 01.09.1814 — генерал-майор Гангеблов, Семён Георгиевич

## Командиры полка
- 17.05.1797 — 17.01.1799 — подполковник (с 29.11.1797 полковник, с 02.11.1798 генерал-майор) Кашкин, Дмитрий Евгеньевич
- 07.08.1799 — 02.03.1802 — майор Шарапов, Николай Федотович
- 02.03.1802 — 04.08.1803 — подполковник Сабанеев, Иван Васильевич
- 04.08.1803 — 23.12.1804 — полковник Тихановский, Афанасий Леонтьевич 1-й
- 10.04.1805 — 19.10.1810 — майор (с 23.04.1806 подполковник, с 12.12.1807 полковник) Кошубович
- 22.02.1811 — 20.05.1811 — подполковник (с 04.05.1811 полковник) фон Краббе, Карл Карлович
- 20.05.1811 — 19.12.1811 — полковник Тихановский, Афанасий Леонтьевич 1-й
- 12.06.1812 — 29.04.1816 — майор (с 05.12.1813 подполковник) Толмачёв, Евдоким Петрович 2-й
- 29.04.1816 — 27.02.1821 — полковник Каржавин, Василий Иванович
- 27.02.1821 — 14.12.1825 — подполковник (с 12.12.1824 полковник) Булатов, Александр Михайлович
- ? — 28.02.1833 — полковник Сахновский, Андрей Григорьевич
- 28.02.1833 — 02.04.1833 — полковник Кауфман, Пётр Фёдорович